# Тераса ерозійна
Тераса ерозійна (корінна) (рос. терраса эрозионная, англ. rock-terrace, erosion terrace, нім. Erosionsterrasse f, Felsterrasse f) – тераса, складена корінними гірськими породами і перекрита малопотужним інстративним алювієм. Часто це найдавніші і високі тераси, з яких денудація встигла видалити більш потужний алювій, який їх вкривав.